# Sheyenne
Pour les articles homonymes, voir Cheyenne.
La ville de Sheyenne est située dans le comté d’Eddy, dans l’État du Dakota du Nord, aux États-Unis. Selon le recensement de 2010, sa population s’élève à 204 habitants.

## Histoire
Sheyenne a été fondée en 1883.

## Démographie
| 1930 | 1940 | 1950 | 1960 | 1970 | 1980 |
| ---- | ---- | ---- | ---- | ---- | ---- |
| 417  | 431  | 469  | 423  | 362  | 307  |

| 1990 | 2000 | 2010 | - | - | - |
| ---- | ---- | ---- | - | - | - |
| 272  | 318  | 204  | - | - | - |

## Source
- (en) Cet article est partiellement ou en totalité issu de l’article de Wikipédia en anglais intitulé « Sheyenne, North Dakota » (voir la liste des auteurs).